# Microphis brevidorsalis
Microphis brevidorsalis is een straalvinnige vissensoort uit de familie van de zeenaalden en zeepaardjes (Syngnathidae). De wetenschappelijke naam van de soort is voor het eerst geldig gepubliceerd in 1913 door de Beaufort.